# Indo-canadesi
Gli Indo-canadesi sono cittadini canadesi originari del subcontinente indiano, costituito da figli di immigrati che dall'Asia Meridionale sono migrati in Canada, o persone di origine indiana che hanno la cittadinanza canadese.
I termini “India orientale” e “Asia meridionale” sono usati talvolta per distinguerli dagli indiani d'America, ovvero dei facenti parte delle Prime nazioni del Canada.
La percentuale dei laureati fra gli indo-canadesi è superiore alla media canadese, e la maggior parte di essi appartiene alla classe media.Più precisamente il 54% ha entrate superiori a 60.000 dollari canadesi.

## Demografia
Presenza demografica per provincia secondo l'indagine della National Household Survey del 2011:
| Province                   | Indiani   | %    |
| -------------------------- | --------- | ---- |
| Ontario                    | 722,153   | 5.3% |
| Columbia britannica        | 302,153   | 6.5% |
| Alberta                    | 140,265   | 3.7% |
| Quebec                     | 53,400    | 0.6% |
| Manitoba                   | 25,400    | 2.0% |
| Saskatchewan               | 10,200    | 0.9% |
| Nuova Scozia               | 4,400     | 0.4% |
| Nuovo Brunswick            | 2,605     | 0.3% |
| Terranova e Labrador       | 1,395     | 0.3% |
| Yukon                      | 310       | 0.9% |
| Isola del Principe Edoardo | 255       | 0.2% |
| Territori del Nord-Ovest   | 165       | 0.4% |
| Nunavut                    | 80        | 0.3% |
| Canada                     | 1,260,000 | 3.8% |

Città con una grande popolazione Indo-Canadese:
| Città            | Province            | Indiani | Percentuale |
| ---------------- | ------------------- | ------- | ----------- |
| Toronto          | Ontario             | 572,250 | 10.4%       |
| Grande Vancouver | Columbia Britannica | 217,820 | 9.6%        |
| Montréal         | Québec              | 45,640  | 1.2%        |
| Calgary          | Alberta             | 66,640  | 5.6%        |
| Edmonton         | Alberta             | 46,570  | 5.9%        |
| Ottawa           | Ontario             | 20,535  | 2.6%        |
| Winnipeg         | Manitoba            | 19,855  | 2.8%        |
| Hamilton         | Ontario             | 18,270  | 2.6%        |
| Victoria         | Columbia britannica | 7,260   | 2.2%        |
| Kitchener        | Ontario             | 16,305  | 3.5%        |